# St.-Katharinen-Kirche (Trent)

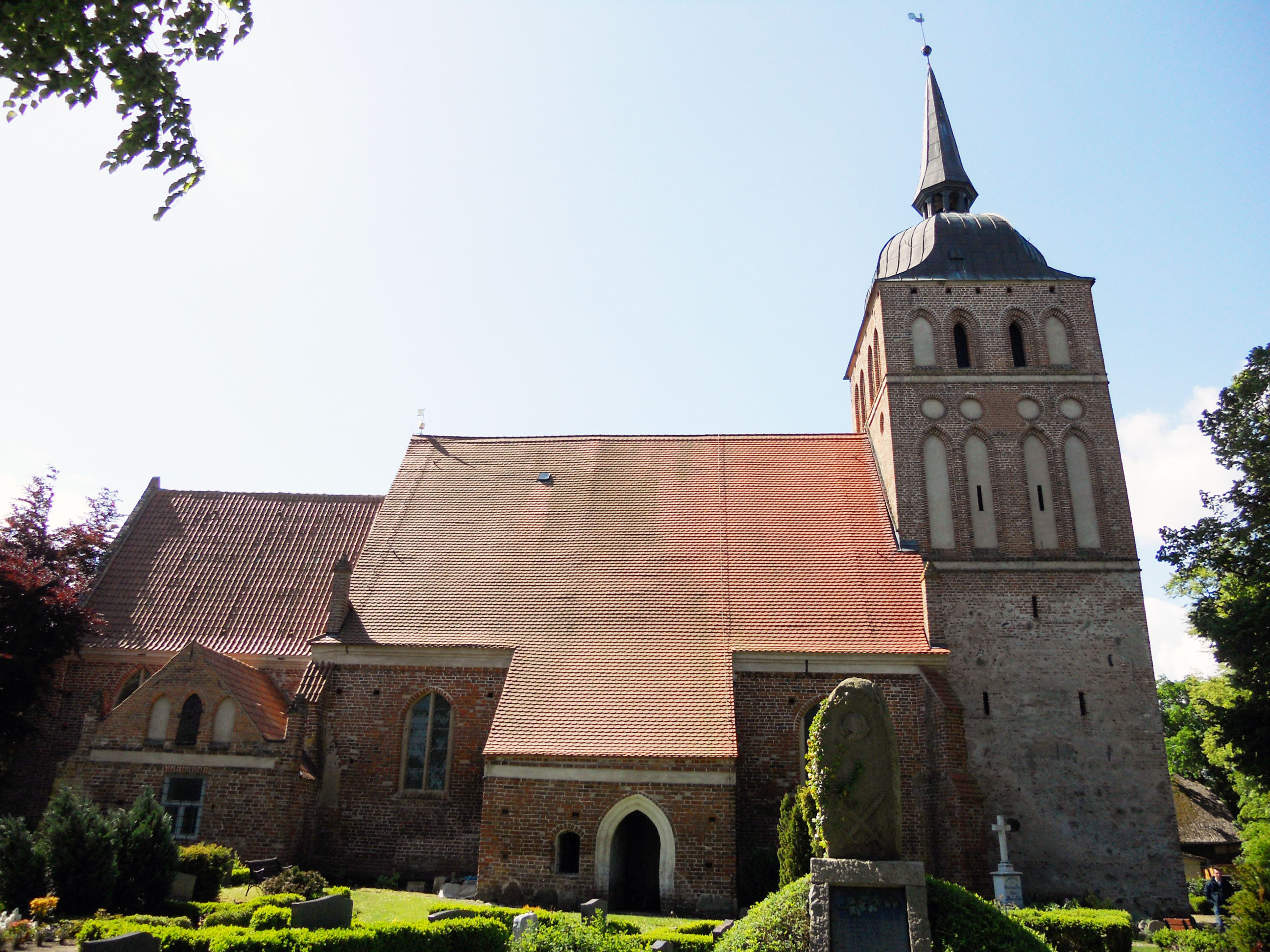
St.-Katharinen-Kirche (Trent)

Die St.-Katharinen-Kirche in Trent auf der Insel Rügen ist ein aus dem 14. Jahrhundert stammendes Kirchengebäude. Die Kirche zählt zu den Bauten der Backsteingotik.

## Geschichte

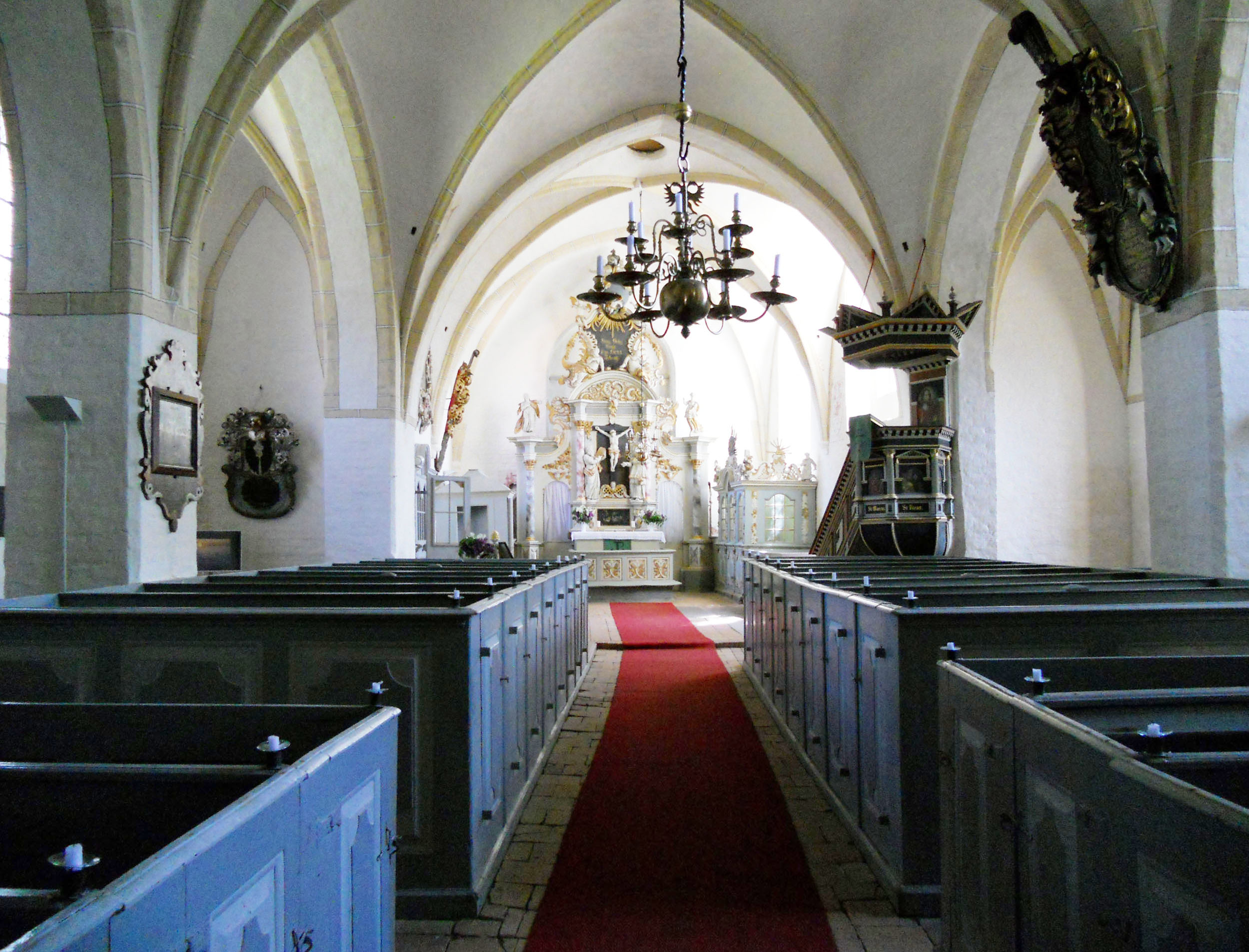
Kirchenschiff

Im Jahre 1318 wurde die ecclesia in Thorente erstmals urkundlich erwähnt. Der um 1400 errichtete Chor ist der älteste Teil der Kirche. Von dem zum Chor gehörigen, wahrscheinlich einschiffigen Langhaus vom Anfang des 15. Jahrhunderts ist nur die Nordwand erhalten. Am Ende des 15. Jahrhunderts wurde das heutige Langhaus weitgehend neu errichtet.
In den Jahren 2007 bis 2008 wurde die Kirche saniert und am 21. Dezember 2008 mit einem Festgottesdienst wieder eingeweiht. Dabei wurde der Innenraum nach detaillierten Befunduntersuchungen im Stil der Renaissance restauriert; die Kosten beliefen sich auf 119.000 Euro. 

## Beschreibung

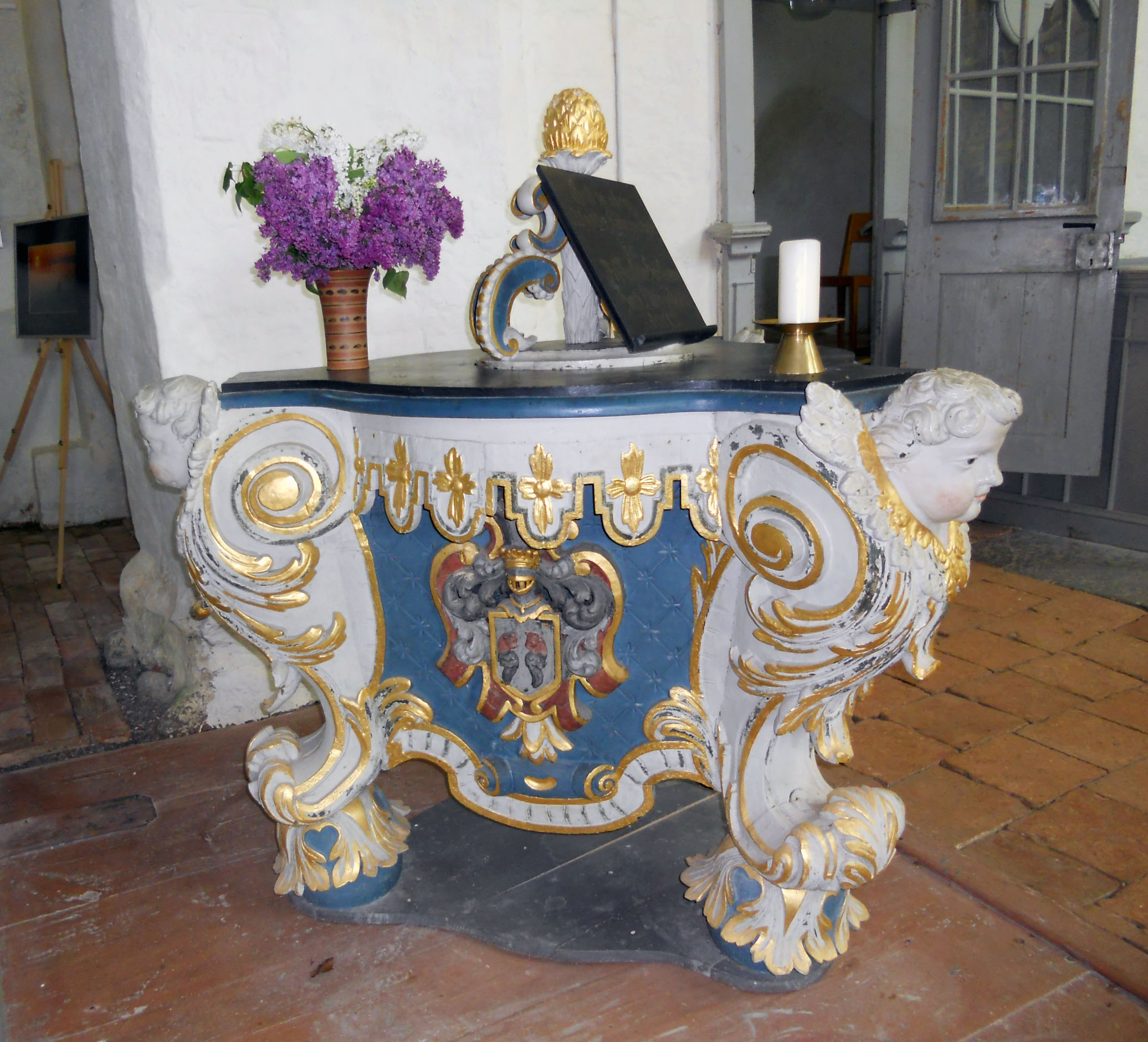
Neuzeitlich benutztes Taufbecken

Die Kirche wurde auf einem Feldsteinfundament errichtet. Auch die unteren Mauerschichten bestehen aus Feldstein.
Das heutige gotische Langhaus aus Backstein ist dreischiffig ausgeführt. Längs zur Mittelachse des ziegelgedeckten Kirchenbaus steht ein zweijochiger Rechteckchor von gleicher Breite wie das Mittelschiff. Er besitzt ein Kreuzrippengewölbe. In einer Spitzbogenblende befindet sich eine segmentbogige Priesterpforte mit eisenbeschlagener Tür. Der Ostgiebel ist mit gestaffelten Spitzbogenblenden gegliedert. In der als Rest des älteren Langhauses erhaltenen Nordwand befinden sich ein Spitzbogenportal mit reich profiliertem Gewände, breite zweiteilige Spitzbogenfenster und ein vertieftes Putzband.
Die schießschartenartigen Mauerschlitze dienten wahrscheinlich der Verteidigung der Kirche, die als Zufluchtsort genutzt wurde.
Drei Anbauten erweitern die Kirche:
- Um 1602 wurde an der Nordseite des Chores die Sakristei angebaut. Sie besitzt einen mit Blenden gegliederten Dreieckgiebel, der von Fialtürmchen flankiert wird.
- An der Südseite neben dem Chor befindet sich die Taufkapelle.
- Die Vorhalle vor dem Portal an der Nordseite des Schiffes[2] befindet sich unter einem Schleppdach. Sie wurde ebenfalls um 1602 errichtet, besitzt blendengegliederte Halbgiebel und ein spitzbogiges Stufenportal.

Um 1600 wurden an der Südseite des Langhauses und des Chores massive Strebepfeiler errichtet.

## Turm
Der wuchtige, weithin sichtbare Turm wurde von Ende des 15. bis in das 17. Jahrhundert erbaut. Er ist viergeschossig und trägt eine barocke Haube, die von einer Laterne mit Achteckspitze bekrönt ist. Er ist mit Rund- und Spitzbogenblenden versehen. Durch den Turmraum hat man von Westen her Zugang in die Kirche.

### Glocken
Zwei Glocken hängen im Turm, eine Bronzeglocke von 1822 und eine Stahlgußglocke von 1965. Im Ersten Weltkrieg wurde die Vorgängerglocke für Rüstungszwecke eingeschmolzen.

## Ausstattung

### Barocker Schnitzaltar

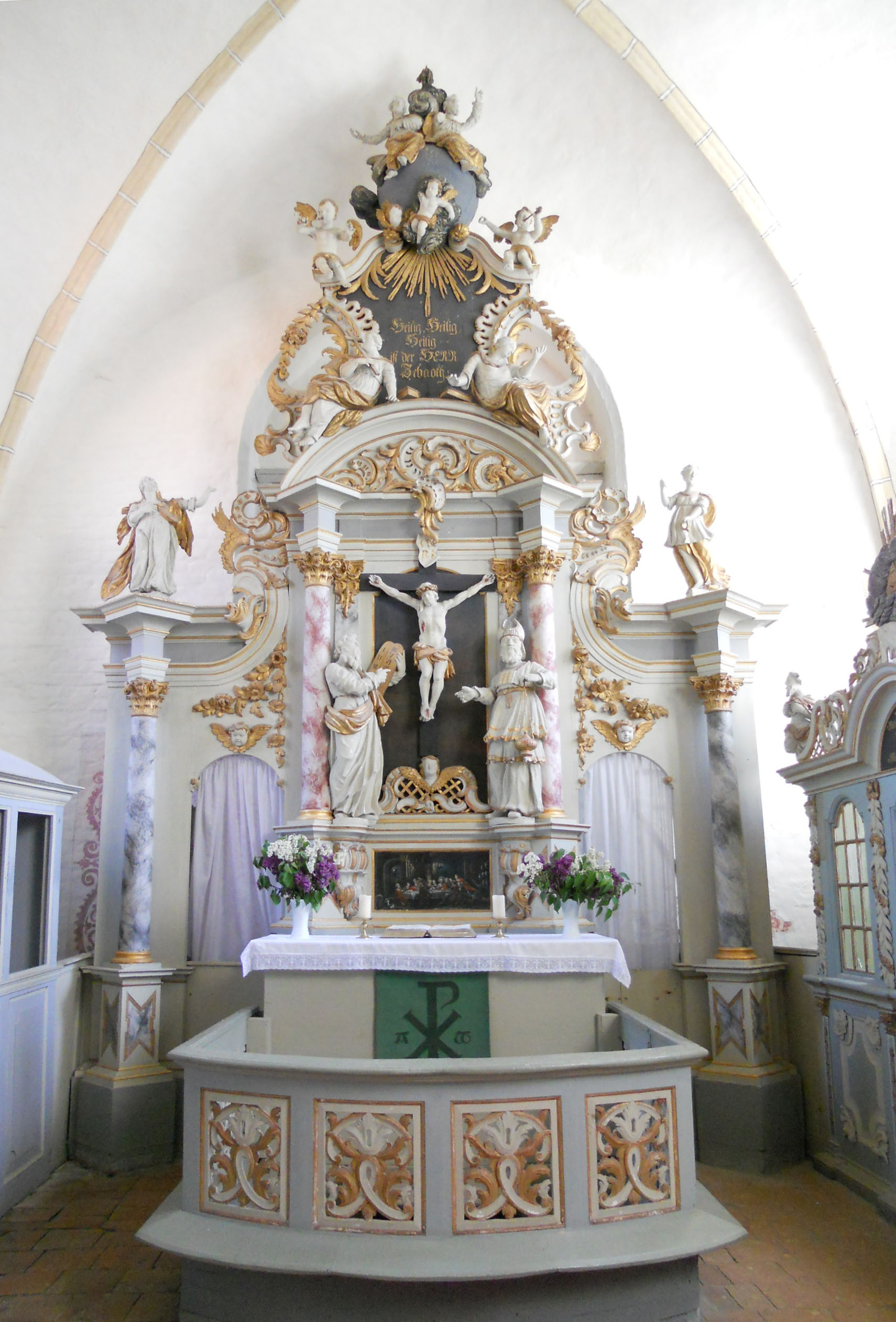
Schnitzaltar

Der barocke Schnitzaltar wurde 1752 von Michael Müller aus Stralsund gefertigt. Farblich gefasst wurde er von dem Maler Gerlach aus Stralsund. Vier korinthische Säulen finden freistehend im Halbrundbogen ihre Mitte. Die Skulpturen von Aaron mit Weihrauchgefäß und Moses mit den Gesetzestafeln zeigen auf den gekreuzigten Jesus in der Mitte. Unmittelbar unterhalb in der Predella sieht man eine Darstellung des letzten Abendmahles. Der Halbbogen ist mit Muscheldekor versehen, darüber sitzen zwei Frauengestalten. Zwei weitere Frauengestalten stehen auf den seitlichen Säulen. Die mit vielen Ornamenten geschmückte Altarwand wird durch eine Erdkugel bekrönt, auf dieser thront, von Engeln umgeben, die Dreieinigkeit.
Die Altarschranke besteht aus zehn Rüstungsfeldern und wurde zeitgleich mit dem Altaraufsatz errichtet.
Das Gesamtkonzept des Altares stammt von dem Trenter Pfarrer Jacob Nestius, sein Bildnis befindet sich auf der Ostwand der Südkapelle.

### Beichtstuhl
Der an der Südostseite des Chores befindliche Beichtstuhl aus nachreformatorischer Zeit wurde von Michael Müller, der auch den Altar gefertigt hat, hergestellt. Die Ornamentik ist unverkennbar. In die Kirche kam der Beichtstuhl 1754. Am oberen Abschluss der Längsseite sieht man das Auge Gottes, ein Ohr ist an der Schmalseite zu sehen. Figuren von den Königen David, Manasse und Saul stehen an den Ecken.

### Kanzel

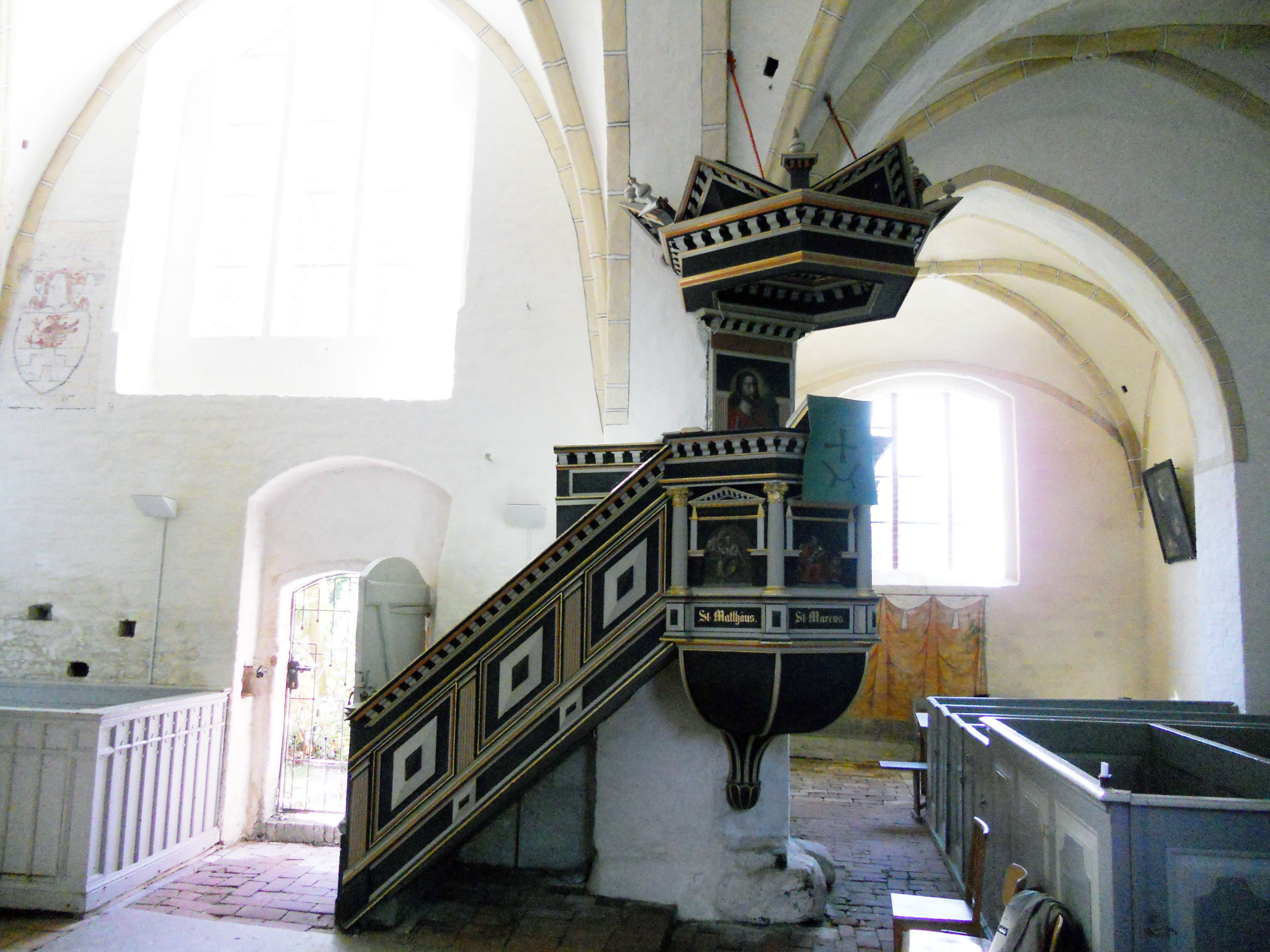
Kanzel

Die Kanzel stammt aus dem frühen 17. Jahrhundert, sie hat Renaissanceformen. Felder sind durch Segmentsäulen getrennt, in diesen sind Gemälde der Evangelisten angebracht. Auf der äußeren Tür sieht man den lehrenden Jesus. Salvator mundi (Erlöser der Welt) zeigt eine Inschrift über einer Christusdarstellung an der Rückwand. Auch der Schalldeckel ist wie der Kanzelkorb architektonisch aufgegliedert.

### Taufen

#### Alter Taufstein

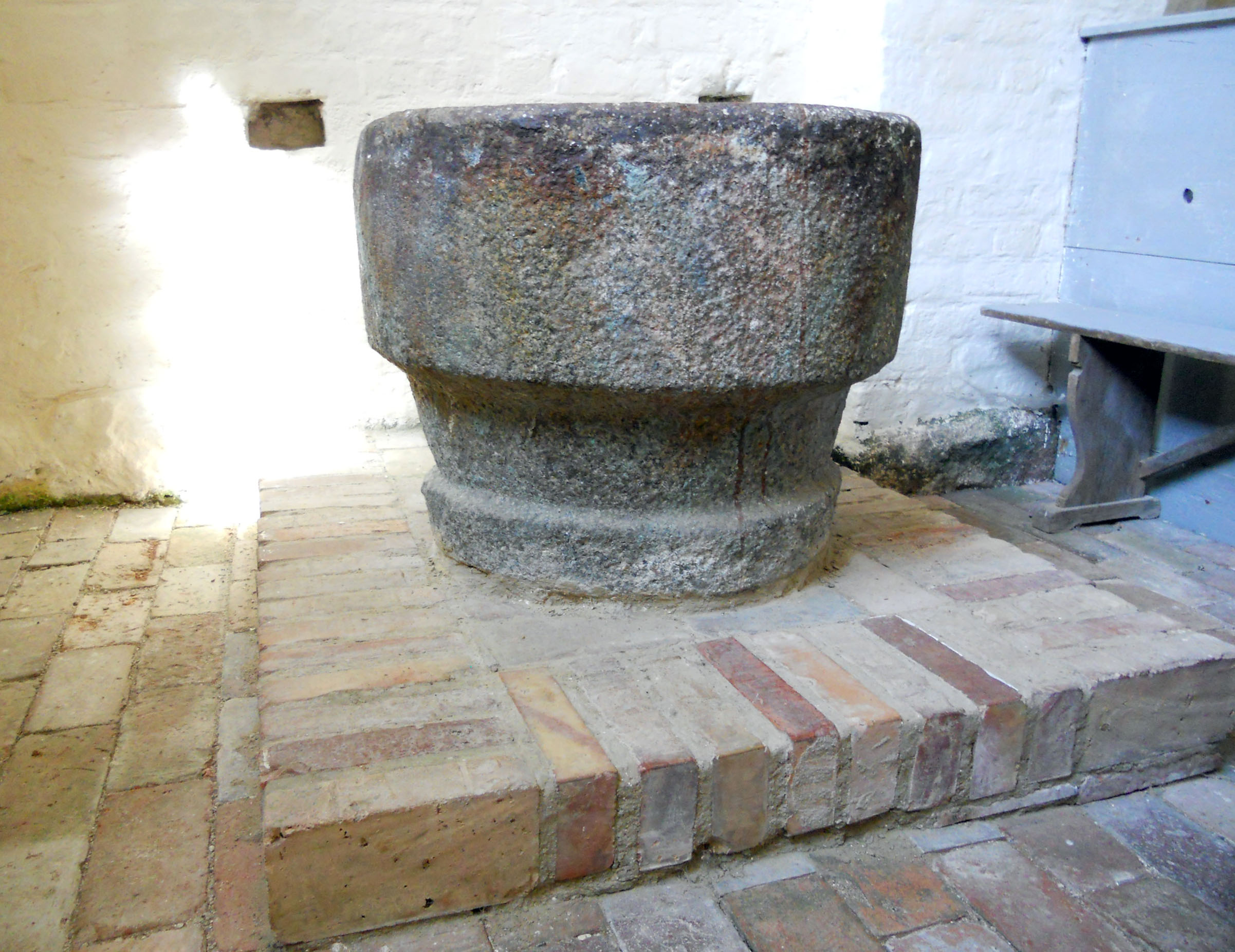
Alter Taufstein

Der Taufstein wurde um 1300 aus Granit gehauen. Er ist eine Fünte (von lat. Fons, die Quelle). Spuren alter Bemalung sind vorhanden, blau-grüne Zickzackbänder auf rotem Grund. Der Taufstein ist das älteste Inventarstück der Kirche.

#### Heutiges Taufbecken
Nahe dem Sakristeieingang unter dem Triumphbogen steht der heute benutzte Taufständer. Er wurde aus Lindenholz geschnitzt. Gestiftet wurde der Taufständer von dem Cammer-Herrn von Platen in Dankbarkeit für die Überwindung einer Viehseuche. Offensichtlich wurde auch dieser von Michael Müller geschaffen. Er ist mit der Jahreszahl 1753 datiert, er wird von reichem barocken Dekor, wie Akanthus und Cherubenköpfchen geschmückt. Zwischen den Füßen ist das Wappen der Patronatsfamilie von Platen angebracht.

### Epitaphien

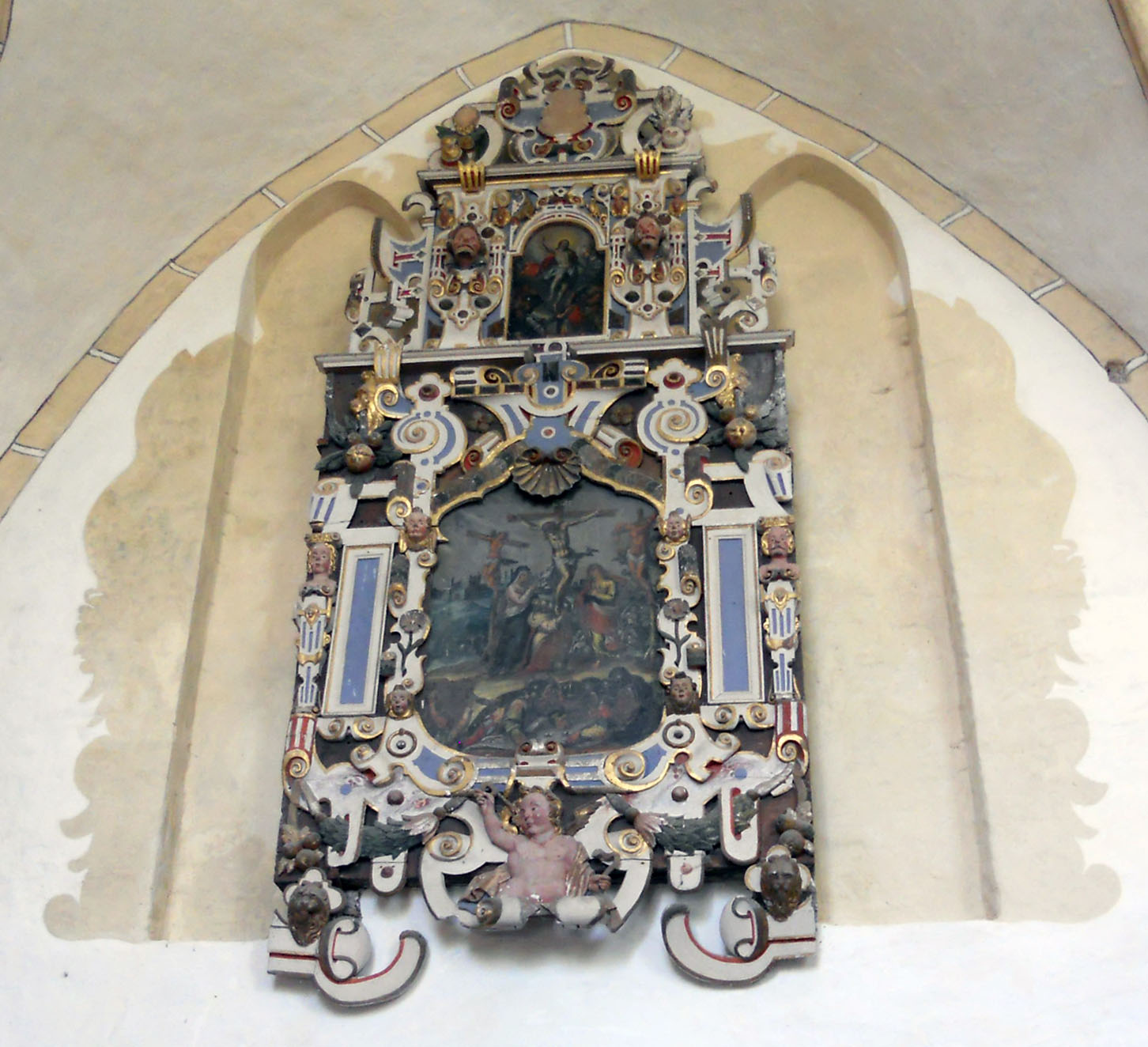
Ehemaliges Epitaph oder Altaraufsatz

Die aus Holz gefertigten Epitaphien an den Arkadenpfeilern und an der Nordwand stammen überwiegend aus dem 17. Jahrhundert. Durch Namensinschriften und Wappen weisen sie auf die Familie von Platen hin.
Bei dem an der Nordchorwand über der Sakristei angebrachten Auferstehungsbildnis aus dem 16. Jahrhundert ist nicht eindeutig geklärt, ob es sich um ein Fragment eines früheren Altaraufsatzes oder eines Epitaphs handelt.

### Weitere Ausstattung
An den Wänden der Turmhalle und im Fußboden des Chores befinden sich einige Grabplatten von verstorbenen Mitgliedern der Familie von Platen. Hinter dem Altar, an der Ostwand des Chores sind drei farblich gestaltete Sakramentsnischen zu finden.

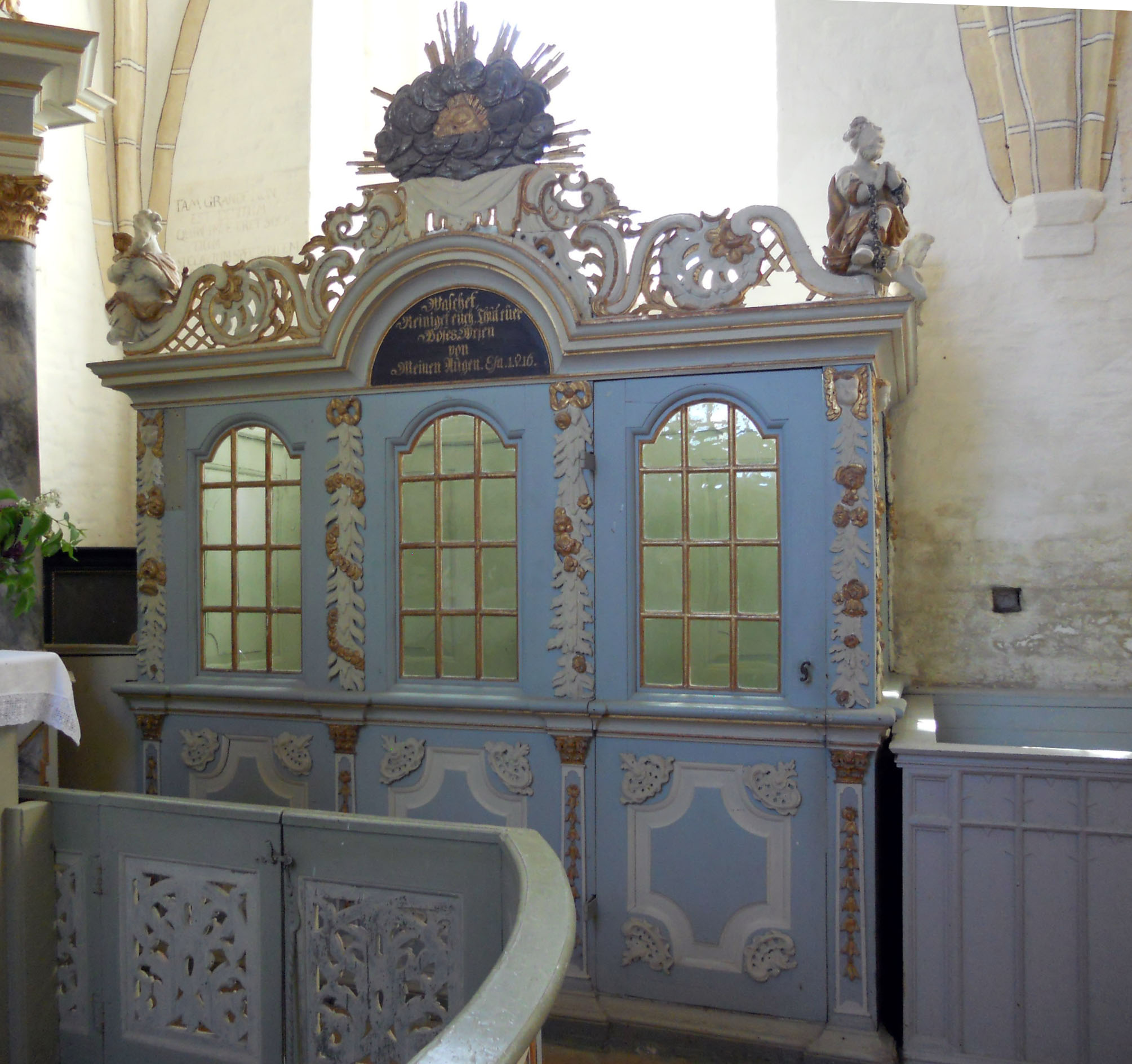
Patronatsgestühl

Reste eines Patronatsgestühles aus dem 18. Jahrhundert sind im Nordosten des Chores erhalten. Im Kirchenschiff ist mit ein Kastengestühl eingebaut.
In der Turmhalle steht eine Opfertruhe aus dem Jahr 1598. Sie ist aus zwei Eschenstämmen jeweils für Ober- und Unterteil gefertigt.

### Orgel

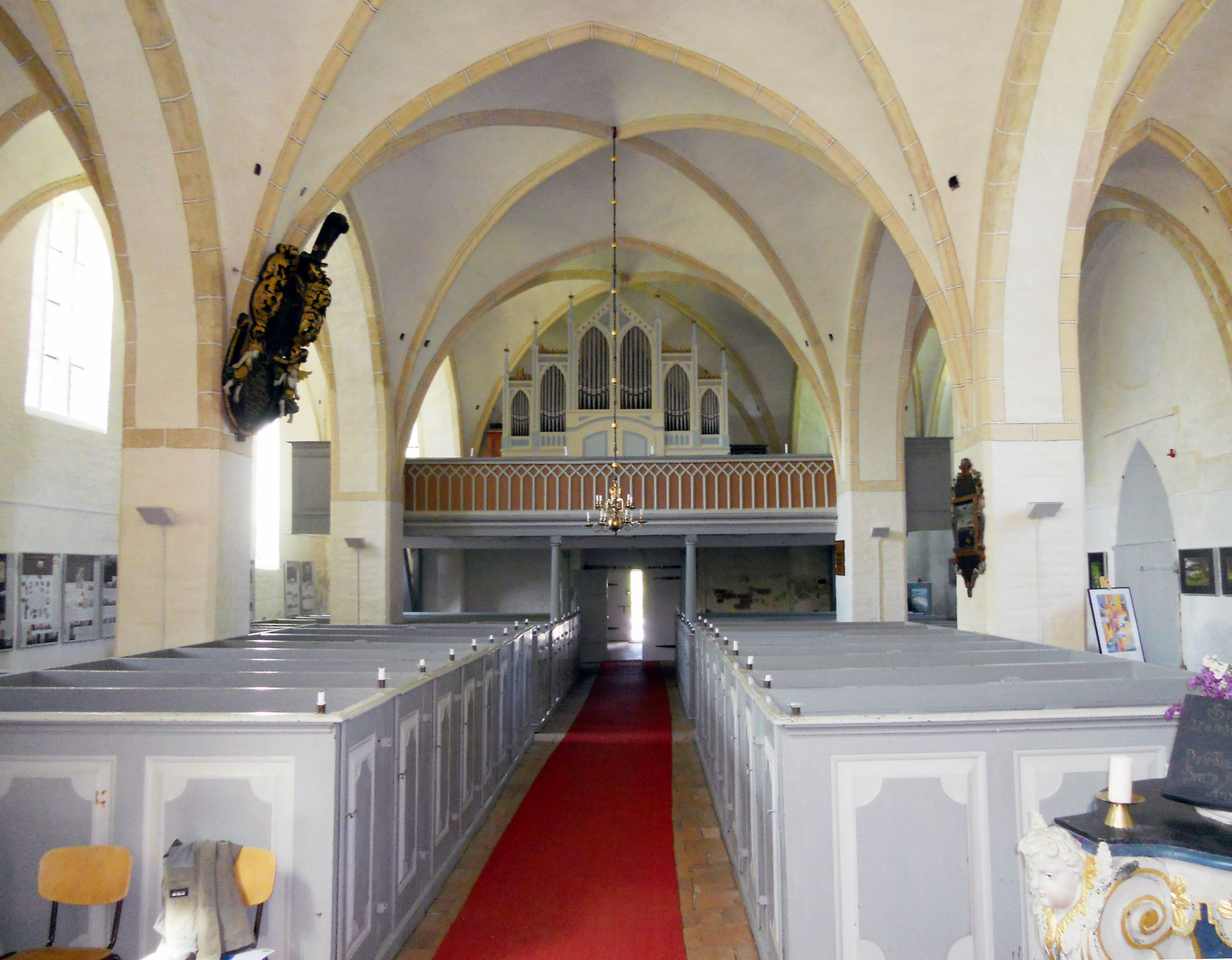
Blick durch das Schiff über das Kastengestühl auf die Orgel

Die Orgel der St.-Katharinen-Kirche wurde 1861 von Friedrich Albert Mehmel aus Stralsund gefertigt und im Jahr 1999 durch den Orgelbauer Rainer Wolter restauriert. Das Schleifladen-Instrument hat 12 Register auf zwei Manualen und Pedal. Die Tontraktur und die Registertraktur sind mechanisch.
| I Manual |              |            |
| 1.       | Bordun       | 16′        |
| 2.       | Prinzipal    | 8′         |
| 3.       | Rohrflöte    | 8′         |
| 4.       | Oktave       | 4′         |
| 5.       | Oktave       | 2′         |
| 6.       | Progr.-Harm. | 2', III-IV |

| II Manual |                  |    |
| 7.        | Lieblich Gedackt | 8′ |
| 8.        | Salicional       | 8′ |
| 9.        | Flöte            | 4′ |

| Pedal |               |     |
| 10.   | Subbass       | 16′ |
| 11.   | Prinzipalbass | 8′  |
| 12.   | Gedacktbass   | 8′  |

- Koppeln: II/I, I/P
- Spielhilfen: Calcantenruf, Windauslass

## Gemeinde
Die evangelische Kirchgemeinde gehört seit 2012 zur Propstei Stralsund im Pommerschen Evangelischen Kirchenkreis der Evangelisch-Lutherischen Kirche in Norddeutschland. Vorher gehörte sie zum Kirchenkreis Stralsund der Pommerschen Evangelischen Kirche.